# 北陸鉄道6000系電車
北陸鉄道6000系電車（ほくりくてつどう6000けいでんしゃ）は、かつて北陸鉄道（北鉄）に在籍していた電車。加南線向けに導入された北鉄初のカルダン駆動車であり、また湯治客・観光客を対象として転換クロスシートを備え、地元名産の九谷焼にちなんで「くたに」という愛称と、磁器製の特注前面ネームプレートを与えられていた。
本系列は後年、大井川鉄道（現・大井川鐵道）へ譲渡され、1996年（平成8年）まで使用された。

## 製造経緯
1960年代初頭には、加南線沿線の温泉需要は世相の安定で急増しつつあった。中でも、大聖寺駅 - 山中駅間を結ぶ北陸鉄道山中線においては、大阪方面からの湯治客の迎え入れを企図して、国鉄北陸本線との接続駅である大聖寺駅経由で、キハ58系による急行列車の分割直通乗り入れ運転が真剣に検討されるほどの活況を呈していた。
この需要増に応えるべく、山中温泉への行楽客を対象とする同線唯一のクロスシート車であったモハ5000形の後継を目的として、1962年（昭和37年）に名古屋の日本車輌製造本店で製造されたのが本系列である。
車種構成はクモハ6000形クモハ6001（制御電動車）+クハ6050形クハ6051（制御付随車）の2両1編成よりなり、電動車は電気的に1両で完結する構成で、単行運転も理論的には可能であった。もっとも、本系列は各車片運転台構造の永久連結構成となっており、制御器やブレーキシステムの互換性、あるいは貫通路構造の特殊性といった問題もあったため、他系列との混用は行われず、常時2両1組で運行された。

## 車体
車体の設計は1950年代後半に日本車輌製造が名古屋鉄道（名鉄）や富山地方鉄道、それに長野電鉄といった中部地方の各私鉄に供給した車体長18mから20m級の2扉クロスシート車のそれを基本としており、準張殻構造の軽量車体で窓配置はd2 (1) D2222D (1) 12（d：乗務員扉、D：客用扉、 (1) ：戸袋窓）と窓2組を1セットとする連窓が並べられ、客用扉は2両編成でほぼ等間隔となる配置とされた。扉間の座席は転換式クロスシート、車端部はロングシートで、車体長は18m級となっている。
ただし、同時代に長野電鉄や富山地方鉄道向けとして設計製作された同クラス車は日本車輌製造東京支店が担当したが、本系列と増備車である6010系に限っては名鉄向けと同様に名古屋の本店工場が設計製作を担当した。そのせいか、湘南形など比較的平凡なデザインに終始した先行各形式とは異なり、1961年（昭和36年）に本店が手がけた大作、名鉄7000系の意匠の影響が認められる大小各2枚の平面ガラスを組み合わせた、他に例のないシャープかつ清新な印象の前面形状となった。
また、その直後の運転台仕切は前面展望を重視して低く抑え、連結面も日本車輌製造本店で1958年（昭和33年）に製造開始された遠州鉄道30形に見られるような、全周幌で側窓下に相当する部分だけ通常の貫通路幅に絞られた特徴的な構造を採用した。更に、側面客用扉の腰板相当部分へバスのように窓を設置するなど、観光電車として、あるいは北陸鉄道の看板電車として非常に意欲的な試みが盛り込まれていた。

## 主要機器
斬新な設計となった車体にふさわしく、東洋電機製造ES-571-C電動カム軸式多段自動加速制御器とTDK-820-3-D主電動機、それに中空軸平行カルダン駆動が採用され、台車も国鉄のDT21系台車を基本としつつも原設計にはなかったボルスタアンカーを備える日本車両製造ND109（クモハ6001）・ND109A（クハ6051）が奢られるなど、こちらも意欲的な設計が目につく。
この新設計機器の採用は本系列に在来車とは一線を画する高性能をもたらしたが、これは低規格な馬車軌道に由来する山中線の線路条件では自重30tを超える大型車の導入が難しく、車体の軽量化は当然としてそれ以上に機器の軽量化が求められたという事情も働いての採用であった。
事実、中部・北陸地方の各社が採用した同系の日本車輌製造製2扉クロスシート車の中にあって本系列、特にクモハ6001の自重は他社向け電動車と比べて3t以上軽くなっており、また主電動機出力もMT比1:1の1M1T編成を前提とする形式としては低く抑えられていることから、高加減速・高速といった高性能車としての性能発揮をオミットし、自重軽減に特に留意して設計されていたことがうかがえる。
増備車である6010系では最新技術による軽量なアルミ合金溶接車体の採用で流用品の台車や線路条件に由来する厳しい心皿荷重制限をクリアしたが、本形式の設計段階では鉄道車両に適したA7N01アルミニウム合金はまだ実用化されておらず、機器側の減量を徹底するより他なかったのである。

## 運用
本形式は1962年7月の運用開始後、主に山中 - 大聖寺間で山中線の看板電車として運用された。就役開始からしばらくは本系列と増備車6010系よりなる加南線ロマンスカーの車内において山中節のメロディーが流れており、観光客の人気を呼んでいたとされる。
1971年（昭和46年）7月11日に加南線全線が廃止されたが、本系列は車両限界の制約から北陸鉄道の他線への転用ができず、北陸鉄道と同じ名鉄の資本系列下にあった静岡県の大井川鉄道（現・大井川鐵道）へ譲渡されることになった。

### 大井川鉄道への譲渡
大井川鉄道への入線に際しては、加南線は600 V、大井川鉄道は1,500 Vと架線電圧が異なっていたため、本系列は暫定的に電装解除されてトレーラー車となり、赤石山脈にちなむ「あかいし」という愛称を与えられ、古風な設計のモハ305（元富士身延鉄道モハ110形モハ113→国鉄モハ93形モハ93009→モハ1200形モハ1208）に牽引される3両編成で運用を開始した。また、同社の形式称号付与ルールに従い、クモハ6001はモハ6001に改称された。
しかし、本形式の電装品は600 V専用設計で1,500 Vへの昇圧を考慮しておらず、台車構造の関係で吊り掛け式主電動機の装架も困難であったことなどから昇圧工事は断念された。結果、モハ6001は1974年（昭和49年）4月2日付で正式に制御車化され、クハ6050形クハ6052へ編入・改番された。1977年（昭和52年）にはモハ305が老朽化で廃車されたことに伴い、代替としてモハ1906（元小田急1900形デハ1906）と連結した3両編成を組み、廃車までこの形態で運用された。
もっとも、牽引車のモハと本形式とを比較した場合、設備格差があまりにも大きいことからモハが客扱いをする機会はほとんどなく2両編成相当として運用されたが、本形式は前面が非貫通であるためこの構成ではワンマン運転が事実上不可能であり、1984年（昭和59年）12月の大井川本線ワンマン化以降は予備車扱いとなった。
1994年（平成6年）の21000系（元南海21000系）導入に伴い運用を離脱した。その後は大代川側線に留置された後、1996年3月30日付でモハ1906ともども廃車解体された。